# Cheikh Tidiane Gaye
Cheikh Tidiane Gaye, nascido em 1971 em Thiès no Senegal, é um escritor e poeta Senegal de Itália Linguagem.

## Biografia
De origem senegalesa e naturalizada italiana, Cheikh Tidiane Gaye é uma figura bem conhecida da literatura de migração para Itália. Publicou várias coletâneas de poemas e alguns dos seus poemas são bilingues. É conhecido como um seguidor da oralidade africana. É o primeiro africano a traduzir para italiano o grande poeta da negritude Léopold Sédar Senghor.
Está envolvido em vários eventos em Itália sobre questões relacionadas com a África, a integração dos imigrantes, a intercultura, a luta contra o racismo e a literatura migratória. 
É um ativista e embaixador da paz. Em Itália, escreveu a mais de 300 presidentes de câmara para plantar oliveiras para promover a paz. 
Em 2024, foi nomeado membro ordinário da Academia Europeia de Ciências e Artes de Salzburgo
Recebeu a medalha da Ordem das Artes e das Letras da República Francesa pela promoção de 4 de julho de 2024
Vive na Itália em Arcore na província de Monza e Brianza na Lombardia.

## Funciona
- Il Giuramento, Novel - Liberodiscrivere, Génova, 2001.
- Mery,principlesa albina, com prefácio de Alioune Badara Bèye, Novel - Edizioni dell’Arco, Milão, 2005.
- Il Canto del Djali, Poesia - Edizioni dell'Arco, Milão, 2007.
- Ode nascente/Ode nascente, Poesia- publicação bilingue Italiano-Francês, Edizioni dell'Arco, 2009.
- Curva alfabetiche, Poesia - Montedit Edizioni, 2011.
- L’étreinte des rime/ Rime abbracciate, com prefácio de Tanella Boni, Poesia, Co-publicação bilingue Italiano-Francês, Éditions L'Harmattan Paris - França, 2012.
- Prendi quello che vuoi, ma lasciami la mia pelle nera, Romance- Prefácio do Prefeito de Milão Giuliano Pisapia, Edições Jaca Book Milan, 2013.
- Léopold Sédar Senghor: il cantore della negritudine, Poesia, Tradução, Edizioni dell'Arco, 2014.
- Ma terre mon sang, Poesia, Ruba Editions, Senegal, 2018
- Il sangue delle parole, Poesia, Kanaga Edizioni, 2018
- Ombra, Poesia, Kanaga Edizioni, 2022
- Voglia Di Meticciato - Il Dialogo Tra Le Culture Ed Etica, Ensaio, Kanaga Edizioni, 2022
- Les litanies du cœur, Poesia, Kanaga Edizioni, 2023